# Ormányosok
Az ormányosok (Proboscidea) az emlősök (Mammalia) osztályának egyik rendje.
Jelenleg már csak három élő faj tartozik az egykor nagyon fajgazdag rendbe.

## Evolúciójuk
A legelső állatok, amelyek igazi ormányosoknak mondhatók a középső paleocén korszakban éltek Észak-Afrika területén. Az eddigi ismeretek szerint a legelső az Eritherium volt, ezt követte a Phosphatherium - mindkettő kis, körülbelül rókaméretű volt; a rendre jellemző ormányuk, talán hiányzott.
A paleocén hátralevő részét és az eocént kizárólag Afrikában töltötték, csak az oligocén elején léptek rá Eurázsiára. Amíg Afrikában voltak és kicsit az eurázsiai betelepedésüket követően, sokféle alakkal és mérettel kísérleteztek, mígnem megállapodtak a ma felismerhető elefántok megjelenésével. Afrikai különlegességek a Numidotheriidae, Moeritheriidae és a Barytheriidae családok képviselői, melyek inkább tapírokra és vízilovakra emlékeztetnek. Ezeket követték a négyagyarú Gomphotheriidaék, a vésőállkapcsú Amebelodontidaék, valamint a lefelé görbülő agyarú kapafogú őselefántok (Deinotheriidae). A rendnek két nagy ága fejlődött ki, az egyik a ma már teljesen kihalt Plesielephantiformes alrend - habár egyes faja megérte a pleisztocént, a csoport nem érte el Észak-Amerikát -, a másik a jóval fajgazdagabb elefántalakúak (Elephantiformes) alrendje, amelybe a mai fajok is tartoznak - ez a csoport a miocén korban behatolt Észak-Amerikába; a Gomphotheriidae család a pliocénben Dél-Amerikába is eljutott, amikor is a két amerikai kontinens összeért. A legtöbb család a pleisztocénben halt ki, egyesek a holocént is megérték, azonban az embernek a korát - legalábbis eddig -, csak az elefántfélék (Elephantidae) vészelték át.

## Rendszerezés
A rendbe az alábbi 2 bazális nem és 2 alrend tartozik (az alrendekből az egyik már teljesen kihalt):
- †Eritherium Gheerbrant, 2009[8]
- †Moeritherium C.W. Andrews, 1901
- †Plesielephantiformes Shoshani et al., 2001
- elefántalakúak (Elephantiformes) Tassy, 1988

## Tudnivalók
A mai fajok a legnagyobb termetű, zömök törzsű, oszloplábú szárazföldi emlősök. A lábaikon öt ujjat viselnek, melyeknek végén kis pata található. Bőrük nagyon vastag, csaknem teljesen csupasz. Fülkagylójuk hatalmasra fejlődött. A felső metszőfogaik hatalmas agyarakká fejlődtek. Legjellegzetesebb képződményük az ormány, ahonnan a rend a nevét kapta. Ez az izmos, mozgékony fogószerv az orr külső részéből és a felső ajakból alakult ki, és nagyon fontos szerepe van az állat életében (táplálék megragadása, ivás, védekezés, társas élet stb.). Csoportosan élő állatok. A párzás után hosszú vemhességi idő következik, majd egyetlen fejlett utódot hoznak a világra, melyet az anyaállat mellállású emlőiből szoptat.